# لیک میستیک (فلوریدا)
لیک میستیک (به انگلیسی: Lake Mystic) یک منطقهٔ مسکونی در ایالات متحده آمریکا است که در فلوریدا واقع شده‌است. لیک میستیک ۵۰۰ نفر جمعیت دارد و ۴۲٫۰۶ متر بالاتر از سطح دریا قرار دارد.